# جردن رودز
جردن رودز (انگلیسی: Jordan Rhodes؛ زادهٔ ۵ فوریهٔ ۱۹۹۰) یک بازیکن فوتبال اهل بریتانیا است.
از باشگاه‌هایی که در آن بازی کرده‌است می‌توان به باشگاه فوتبال ایپسویچ تاون، باشگاه فوتبال برنتفورد، باشگاه فوتبال بلکبرن راورز، باشگاه فوتبال روچدیل، باشگاه فوتبال هادرسفیلد تاون، باشگاه فوتبال آکسفورد یونایتد و باشگاه فوتبال میدلزبورو اشاره کرد.
وی همچنین در تیم ملی فوتبال اسکاتلند بازی کرده است.